# Don Johnson
Donald Wayne Johnson, detto Don (Flat Creek, 15 dicembre 1949), è un attore, cantante e produttore televisivo statunitense. È noto al grande pubblico per aver interpretato il protagonista nelle serie televisive Miami Vice e Nash Bridges.

## Biografia
È il figlio di Nell Wilson (1933-1975), estetista, e di Fredie Wayne Johnson (1930–2017), contadino. Di origini inglesi, scozzesi e tedesche, vive i primi anni della sua vita, con i genitori a Wichita, nel Kansas. Ma dopo il loro divorzio, a sei anni, torna con la madre nel Missouri. Ben presto cominciano i guai: a dodici anni le prime beghe giudiziarie, che gli fanno conoscere a più riprese il riformatorio. Con qualche difficoltà si diploma, terminando gli studi della High School a Wichita nel 1967. Lo stesso anno esordisce sul grande schermo, in Goodmorning and Goodbye.
Per anni ottiene soltanto parti in film di serie B che escono solo negli Stati Uniti, perlopiù direttamente in VHS, unite a veloci apparizioni in serie TV. Tra queste da sottolineare i "cameo" nella serie Kung Fu, nell'episodio "Lo spirito guida", e ne La famiglia Bradford, nell'episodio "Provaci ancora Tommy". Partecipa anche ad una puntata della celebre serie Le strade di San Francisco, puntata intitolata "Testa calda".

### Miami Vice
Dopo anni di ruoli marginali, nel 1984 arriva la svolta professionale, quando viene ingaggiato per interpretare il detective Sonny Crockett nella serie TV Miami Vice. Crockett lavora in coppia con Ricardo Tubbs, interpretato da Philip Michael Thomas.
Il telefilm va avanti per 5 stagioni, fino al 1989, e dà a Don Johnson, impegnato anche nella regia di quattro episodi, fama e successo mondiale. Il look che caratterizza il detective Sonny Crockett lascia il segno nella moda degli anni ottanta, facendo proliferare la diffusione dei colori pastello, degli occhiali Ray-Ban e dei mocassini senza calzini. E sul piano recitativo tutte le capacità dell'attore vengono messe in scena nel corso della serie, tanto che l'industria cinematografica arriva ad interessarsi a lui negli anni successivi alla serie.
Nel 1988 recita nella commedia sentimentale Ancora insieme, al fianco di Susan Sarandon, Jeff Daniels ed Elizabeth Perkins, nel ruolo di un capocantiere in crisi matrimoniale ed esistenziale, poi nel 1989 è lo sceriffo della Contea di Los Angeles Jerry Beck, nel film Dead Bang - A colpo sicuro di John Frankenheimer.

### Motonautica
L'amore di Johnson per le gare di motoscafi offshore è iniziato negli anni '80, durante la sua ascesa alla fama con Miami Vice. Non si è limitato a cimentarsi: Johnson ha preso lo sport seriamente, gareggiando in diversi campionati mondiali di motoscafi offshore e vincendo persino un titolo mondiale nel 1988, gareggiando insieme a Kurt Russel.

### Anni novanta

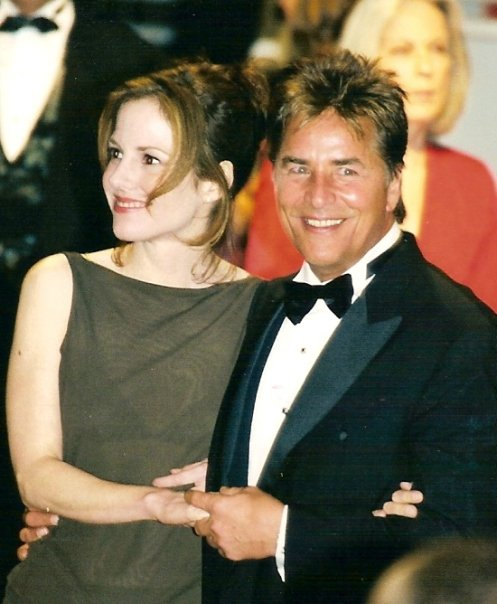
Don Johnson nel 1998

Nei primi anni novanta le cose vanno a gonfie vele per Johnson, che interpreta ruoli di vario tipo in film di ottima produzione. Tra questi il ruolo del misterioso Harry Maddox in The Hot Spot - Il posto caldo per la regia di Dennis Hopper al fianco di Jennifer Connelly e Virginia Madsen. Lavora a due progetti con la moglie Melanie Griffith, ossia i film La strada per il paradiso (1991) e Nata ieri (1993), al fianco di Mickey Rourke in Harley Davidson & Marlboro Man (1991), e nel thriller di Sidney Lumet Per legittima accusa, al fianco di Rebecca De Mornay.
Intorno al 1994 l'attore entra in un periodo di crisi personale, seguito della separazione da Melanie Griffith e dell'abuso di alcool e droghe che lo porta a frequentare in svariate occasioni le comunità di recupero. Questo periodo termina poi nel 1996, quando l'attore torna al lavoro con una nuova serie TV, Nash Bridges. Nel corso di questa serie Johnson trova anche tempo per partecipare ai film Tin Cup (1996) e Goodbye Lover (1998).

### Anni duemila
Dopo Nash Bridges la carriera di Johnson sarà soggetta al declino causato da problemi legali e finanziari. Bisogna aspettare il 2007 per rivederlo in azione, nel film commedia Moondance Alexander, nel quale interpreta uno stalliere. Tra il 2007 e il 2008 Don lavora anche in Italia, nei film Bastardi di Federico Del Zoppo e Andres Alce Meldonado e Torno a vivere da solo di Jerry Calà, ed è vittima della trasmissione televisiva Scherzi a parte nel 2009. Tra gli altri lavori da segnalare il cameo ne La fontana dell'amore (2009), e la partecipazione al film di Robert Rodriguez Machete (2010).
Nel 2012 veste i panni di Big Daddy nel western di Quentin Tarantino Django Unchained. Dal 2014 interpreta il Texas Ranger Earl McGraw nella serie televisiva Dal tramonto all'alba - La serie, diretta da Robert Rodriguez. Nel 2015 torna a recitare sul piccolo schermo nel ruolo del magnate del petrolio Hap Briggs, nella soap opera Blood & Oil, di cui è anche produttore esecutivo. Nel 2019 ottiene il ruolo del villain Judd Crawford, nella miniserie televisiva Watchmen, ideata da Damon Lindelof per HBO.

### Musica

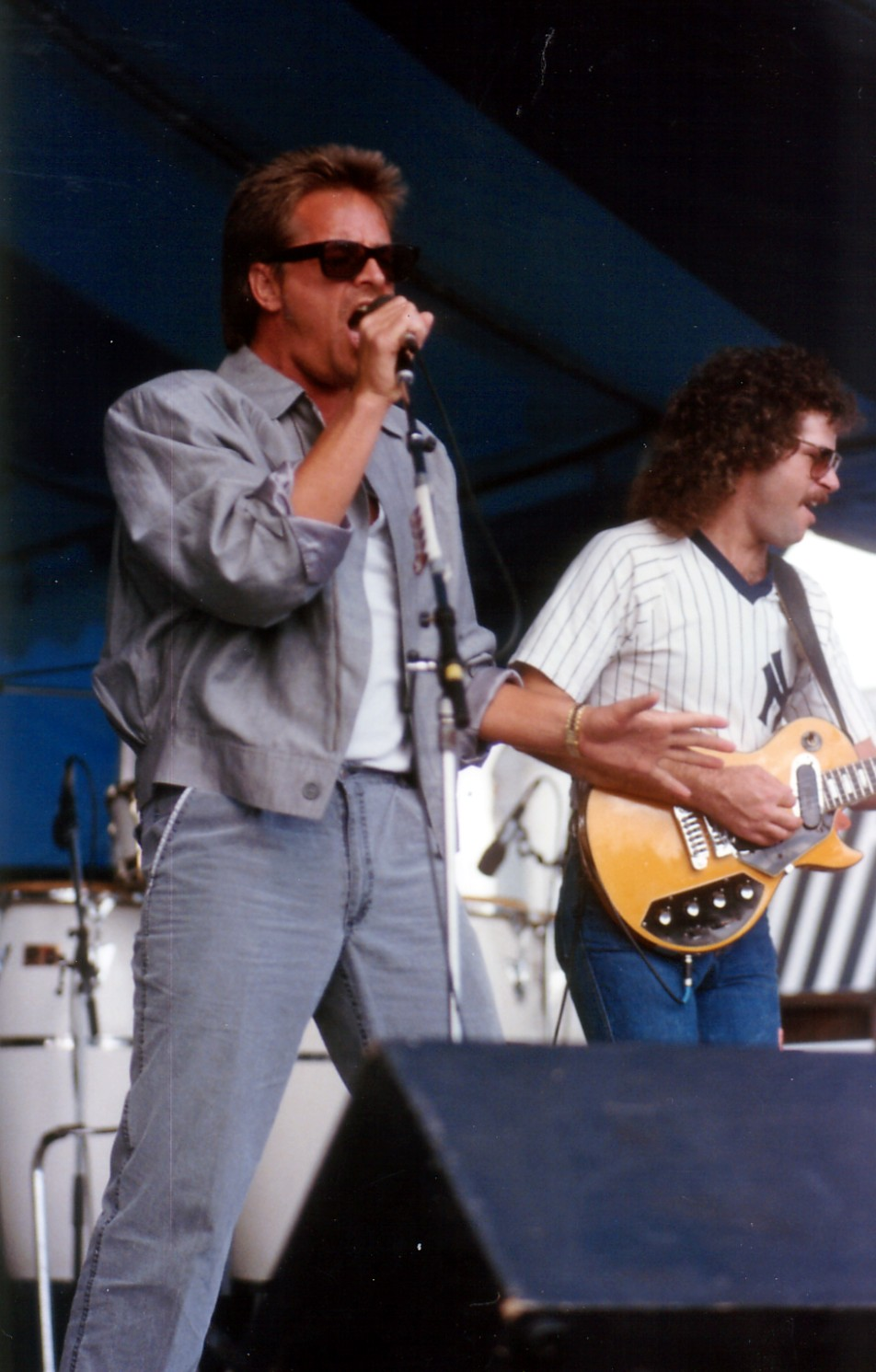
Don Johnson negli anni '80

Nel 1986 ha inciso il suo primo album solista: Heartbeat, il suo secondo lavoro arriva nel 1989 con l'album Let It Roll. Nel 1988 Don ha inoltre inciso un duetto con Barbra Streisand dal titolo Till I Loved You.
Non è da confondere con il Don Johnson che verso la fine degli anni sessanta fa parte di una band psychedelic rock chiamata Horses. La band incide un omonimo disco per la casa discografica White Whale nel 1969, che verrà successivamente ripubblicato per la Gear Fab nel 2004 e per la Rev-Ola nel 2005.

## Vita privata
Dopo essere stato legato a Tanya Tucker e a Pamela Des Barres, ha sposato due volte Melanie Griffith (brevemente nel 1976 e dal 1989 al 1996), con la quale ha avuto la figlia Dakota Johnson (1989).
Don Johnson ha avuto una relazione con Patti D'Arbanville che durò dal 1981 al 1986 e da questa relazione ha avuto un figlio, Jesse  (1982).
Nel 1999 si è sposato in terze nozze con Kelley Phleger con la quale ha tre figli, Grace (1999), Jasper (2002) e Deacon (2006).

## Filmografia

### Cinema
- The Magic Garden of Stanley Sweetheart, regia di Leonard Horn (1970)
- Zachariah, regia di George Englund (1971)
- Lollipops and Roses, regia di Artemio Marquez (1971)
- The Harrad Experiment, regia di Ted Post (1973)
- Un ragazzo, un cane, due inseparabili amici (A Boy and His Dog), regia di L.Q. Jones (1975)
- Return to Macon County, regia di Richard Compton (1975)
- Lollipops and Roses at Burong Talangka, regia di Elwood Perez (1975)
- Soggy Bottom, U.S.A., regia di Theodore J. Flicker (1981)
- Non arrendersi mai (Melanie), regia di Rex Bromfield (1982)
- Cease Fire, regia di David Nutter (1985)
- Heartbeat, regia di John Nicolella (1987)
- Ancora insieme (Sweet Hearts Dance), regia di Robert Greenwald (1988)
- Dead Bang - A colpo sicuro (Dead Bang), regia di John Frankenheimer (1989)
- The Hot Spot - Il posto caldo (The Hot Spot), regia di Dennis Hopper (1990)
- Harley Davidson & Marlboro Man, regia di Simon Wincer (1991)
- La strada per il paradiso (Paradise), regia di Mary Agnes Donoghue (1991)
- Nata ieri (Born Yesterday), regia di Luis Mandoki (1993)
- Per legittima accusa (Guilty as Sin), regia di Sidney Lumet (1993)
- Tin Cup, regia di Ron Shelton (1996)
- Goodbye Lover, regia di Roland Joffé (1998)
- Moondance Alexander, regia di Michael Damian (2007)
- Bastardi, regia di Federico Del Zoppo e Andres Alce Meldonado (2008)
- Lange flate ballær II, regia di Harald Zwart (2008)
- Torno a vivere da solo, regia di Jerry Calà (2008)
- La fontana dell'amore (When in Rome), regia di Mark Steven Johnson (2010) – cameo non accreditato
- Machete, regia di Robert Rodriguez (2010)
- A Good Old Fashioned Orgy, regia di Alex Gregory e Peter Huyck (2011) – cameo non accreditato
- Four Loko Vineyards – cortometraggio (2011)
- Bucky Larson: Born to Be a Star, regia di Tom Brady (2011)
- Django Unchained, regia di Quentin Tarantino (2012)
- Tutte contro lui - The Other Woman (The Other Woman), regia di Nick Cassavetes (2014)
- Cold in July - Freddo a luglio (Cold in July), regia di Jim Mickle (2014)
- Aspettando Alex (Alex of Venice), regia di Chris Messina (2014)
- Cell Block 99 - Nessuno può fermarmi (Brawl in Cell Block 99), regia di S. Craig Zahler (2017)
- Vendetta - Una storia d'amore (Vengeance: A Love Story), regia J. Martin (2017)
- Dragged Across Concrete - Poliziotti al limite (Dragged Across Concrete), regia di S. Craig Zahler (2018)
- Book Club - Tutto può succedere (Book Club), regia di Bill Holderman (2018)
- Vault, regia di Tom DeNucci (2019)
- Cena con delitto - Knives Out (Knives Out), regia di Rian Johnson (2019)
- Fuoco mortale (High Heat), regia di Zach Golden (2022)
- A Little White Lie, regia di Michael Maren (2023)
- Book Club - Il capitolo successivo (Book Club: The Next Chapter), regia di Bill Holderman (2023)
- The Collective, regia di Tom DeNucci (2023)
- Rebel Ridge, regia di Jeremy Saulnier (2024)

### Televisione
- Sarge – serie TV, episodio 1x10 (1971)
- Il giovane Dr. Kildare (Young Dr. Kildare) – serie TV, episodio 1x10 (1972)
- I nuovi medici (The Bold Ones: The New Doctors) – serie TV, episodio 4x11 (1972)
- Kung Fu – serie TV, episodio 2x06 (1973)
- A tutte le auto della polizia (The Rookies) – serie TV, episodio 2x18 (1974)
- Law of the Land, regia di Virgil W. Vogel – film TV (1976)
- Le strade di San Francisco (The Streets of San Francisco) – serie TV, episodio 5x09 (1976)
- Barnaby Jones – serie TV, episodio 5x09 (1976)
- The City, regia di Harvey Hart – film TV (1977)
- Nashville 99 – serie TV, episodio 1x01 (1977)
- Covers Girls, regia di Jerry London – film TV (1977)
- La famiglia Bradford (Eight Is Enough) – serie TV, episodio 2x02 (1977)
- Big Hawaii – serie TV, episodio 1x01 (1977)
- Sulle strade della California (Police Story) – serie TV, episodio 5x01 (1977)
- What Really Happened to the Class of '65? – serie TV, episodio 1x06 (1978)
- Lo skilift della morte (Ski Lift to Death), regia di William Wiard – film TV (1978)
- The Two-Five, regia di Bruce Kessler – film TV (1978)
- Due americane scatenate (The American Girls) – serie TV, episodio 1x05 (1978)
- Katie - La ragazza del paginone (Katie: Portrait of a Centerfold), regia di Robert Greenwald – film TV (1978)
- First, You Cry, regia di George Schaefer – film TV (1978)
- Amateur Night at the Dixie Bar and Grill, regia di Joel Schumacher – film TV (1979)
- The Rebels, regia di Russ Mayberry – miniserie TV (1979)
- From Here to Eternity – serie TV, episodio 1x01 (1980)
- Beulah Land – miniserie TV, puntata 1 (1980)
- La rivolta delle donne di Stepford (Revenge of the Stepford Wives), regia di Robert Fuest – film TV (1980)
- Elvis and the Beauty Queen, regia di Gus Trikonis – film TV (1981)
- The Two Lives of Carol Letner, regia di Philip Leacock – film TV (1981)
- Six Pack, regia di Rod Amateau – film TV (1983)
- Matt Houston – serie TV, episodio 2x02 (1983)
- Miami Vice – serie TV, 110 episodi (1984-1989)
- Il brivido dell'imprevisto (Tales of the Unexpected) – serie TV, episodio 8x01 (1985)
- La lunga estate calda (The Long Hot Summer), regia di Stuart Cooper – miniserie TV (1985)
- Un problema d'onore (In Pursuit of Honor), regia di Ken Olin – film TV (1995)
- Nash Bridges – serie TV, 122 episodi (1996-2001)
- In nome dell'onore (Word of Honor), regia di Robert Markowitz – film TV (2003)
- Just Legal – serie TV, 8 episodi (2005-2006)
- Eastbound & Down – serie TV, 5 episodi (2010-2012)
- Southern Discomfort, regia di Andy Cadiff – film TV (2010)
- A Mann's World, regia di Michael Patrick King – film TV (2011)
- Dal tramonto all'alba - La serie (From Dusk till Dawn: The Series) – serie TV, 5 episodi (2014-2015)
- Blood & Oil – serie TV, 10 episodi (2015)
- Una serie di sfortunati eventi (A Series of Unfortunate Events) – serie TV, episodi 1x07-1x08 (2017)
- Sick Note – serie TV, 6 episodi (2017)
- LA to Vegas – serie TV, episodio 1x11 (2018)
- Daddy Issues, regia di Kat Coiro – episodio pilota (2018)
- Watchmen – miniserie TV, 4 puntate (2019)
- Home Movie: The Princess Bride – miniserie TV, puntata 7 (2020)
- Kenan – serie TV, 20 episodi (2021-2022)
- Doctor Odyssey – serie TV, 3 episodi (2024)

### Doppiatore
- G.I. Joe: The Movie, regia di Don Jurwich (1987)
- Glenn Martin - Dentista da strapazzo (Glenn Martin, DDS) – serie animata, 4 episodi (2010-2011)
- TripTank – serie animata, episodio 2x18 (2016)

## Discografia

### Album
- 1986 - Heartbeat
- 1989 - Let It Roll
- 1997 - The Essential
- 1997 - Tell It Like It Is

## Doppiatori italiani
Nelle versioni in italiano delle opere in cui ha recitato, Don Johnson è stato doppiato da:
- Mario Cordova in Machete, Django Unchained, Tutte contro lui - The Other Woman, Una serie di sfortunati eventi, LA to Vegas, Vendetta - Una storia d'amore, Dragged Across Concrete - Poliziotti al limite, Book Club - Tutto può succedere, Fuoco mortale, A Little White Lie, Book Club - Il capitolo successivo, The Collective
- Claudio Capone in Non arrendersi mai, Miami Vice, Ancora insieme, Nash Bridges, Goodbye Lover
- Michele Gammino in The Hot Spot, Per legittima accusa, Moondance Alexander, Dal tramonto all'alba - La serie
- Luca Ward in Un problema d'onore, Tin Cup, Doctor Odyssey
- Fabrizio Pucci ne La fontana dell'amore, Watchmen
- Roberto Chevalier ne La Famiglia Bradford
- Roberto Pedicini in Torno a vivere da solo
- Ambrogio Colombo in The City
- Sergio Di Stefano in Dead Bang - A colpo sicuro
- Eugenio Marinelli in Harley Davidson & Marlboro Man
- Massimo Rinaldi in Nata ieri
- Luca Biagini ne La strada per il paradiso
- Saverio Moriones in In nome dell'onore
- Massimo Lodolo in Bucky Larson - Born to Be a Star
- Gino La Monica in Cold in July - Freddo a luglio
- Paolo Lombardi in Cell Block 99 - Nessuno può fermarmi
- Francesco Prando in Sick Note
- Alessio Cigliano in Cena con delitto - Knives Out
- Dario Oppido in Rebel Ridge